# Sandra Newman
Sandra Newman (Boston, Massachusetts, 6 de novembre de 1965) és una escriptora estatunidenca. Té una llicenciatura per la Polytechnic of Central London i un màster per la Universitat d'East Anglia.
La primera novel·la de Newman, The Only Good Thing Anyone Has Ever Done, es va publicar per primera vegada l'any 2002 i va rebre una nominació al premi Guardian First Book Award de 2002. La novel·la presenta una adoptada nord-americana de Guatemala anomenada Chrysalis Moffat i se centra en els esdeveniments de la seva vida i la de la seva família utilitzant un estil inusual que recorda les notes preses durant la composició de la novel·la.
La tercera novel·la de Newman, The Country of Ice Cream Star (2014), es trobava entre els vuitanta títols nominats per al Folio Prize 2015, i entre els vint treballs nominats per al Baileys Women's Prize for Fiction 2015. El relat segueix la protagonista, Ice Cream Fifteen Star, a través d'un futur distòpic dels Estats Units mentre busca una cura per a la malaltia hereditària del seu germà.
La seva quarta novel·la, The Heavens (2019), publicada per Grove Atlantic, explica la història d'una dona que viu a principis del segle XXI, però que torna cada nit en somnis a l'Anglaterra isabelina, on viu com Emilia Lanier, un poeta jueu el cercle de coneguts del qual inclou un poeta obscur anomenat William Shakespeare. The New York Times Book Review ho va anomenar "un híbrid estrany i bonic".
És autora d'una novel·la addicional, Cake (2008); una memòria, Changeling (2010); i una guia de literatura occidental, The Western Lit Survival Kit: How To Read The Classics Without Fear (2012). És coautora de How Not To Write A Novel (2008) i Read This Next (2010).
L'any 2021 s'anuncià que estava escrivint un llibre que segueix el relat de l'obra 1984 de George Orwell des de la perspectiva de la Júlia, l'amant del protagonista Winston Smith. Aquest nou projecte tingué el vistiplau de Richard Blair, patró de la fundació Orwell Society i fill de l'escriptor.